# Rhamphobrachium ehlersi
Rhamphobrachium ehlersi är en ringmaskart som beskrevs av Monro 1930. Rhamphobrachium ehlersi ingår i släktet Rhamphobrachium och familjen Onuphidae.
Artens utbredningsområde är havet kring Nya Zeeland. Inga underarter finns listade i Catalogue of Life.